# Ла-Джоя (Техас)
Ла-Джоя (англ. La Joya) — місто (англ. city) в США, в окрузі Ідальго штату Техас. Населення — 4457 осіб (2020).

## Географія
Ла-Джоя розташована за координатами 26°15′2″ пн. ш. 98°28′10″ зх. д. / 26.25056° пн. ш. 98.46944° зх. д. (26.250588, -98.469530).  За даними Бюро перепису населення США в 2010 році місто мало площу 11,35 км², з яких 10,89 км² — суходіл та 0,46 км² — водойми.

## Демографія
Згідно з переписом 2010 року, у місті мешкало 3985 осіб у 1129 домогосподарствах у складі 973 родин. Густота населення становила 351 особа/км².  Було 1254 помешкання (110/км²).
Расовий склад населення:
| - 98,7 % — білих - 0,3 % — корінних американців - 0,1 % — чорних або афроамериканців - 0,1 % — азіатів |

До двох чи більше рас належало 0,2 %. Частка іспаномовних становила 97,6 % від усіх жителів.
За віковим діапазоном населення розподілялося таким чином: 35,5 % — особи молодші 18 років, 54,4 % — особи у віці 18—64 років, 10,1 % — особи у віці 65 років та старші. Медіана віку мешканця становила 28,5 року. На 100 осіб жіночої статі у місті припадало 88,3 чоловіків;  на 100 жінок у віці від 18 років та старших — 83,5 чоловіків також старших 18 років.
Середній дохід на одне домашнє господарство  становив 45 050 доларів США (медіана — 31 932), а середній дохід на одну сім'ю — 55 930 доларів (медіана — 44 236). Медіана доходів становила 47 989 доларів для чоловіків та 31 250 доларів для жінок. За межею бідності перебувало 30,4 % осіб, у тому числі 33,6 % дітей у віці до 18 років та 46,7 % осіб у віці 65 років та старших.
Цивільне працевлаштоване населення становило 1273 особи. Основні галузі зайнятості: освіта, охорона здоров'я та соціальна допомога — 36,2 %, будівництво — 14,8 %, роздрібна торгівля — 13,3 %.